# Bracia krwi (film 2007)
Bracia krwi (tytuł oryg. Tian tang kou) – hongkońsko–tajwańsko–chiński film akcji w reżyserii Alexi Tana, którego premiera odbyła się 16 sierpnia 2007 roku.
Film zarobił 4 234 311 dolarów amerykańskich w siedmiu państwach.

## Obsada
Źródło: Filmweb

- Li Xiaolu – Su Zhen
- Sun Honglei – szef Hong
- Jun Zhao – Mei
- Dian Lun Zhang – Xi Yan
- Jie Gao – szefowa Chen
- Zheng Zheng – Huang Mao
- Lin Ma – Tsiao Hong Ying
- Lu Yi-ching – Ying